# Riadinki (przystanek kolejowy)
Riadinki (ros. Рядинки) – przystanek kolejowy w miejscowości Riadinki, w rejonie kozielskim, w obwodzie kałuskim, w Rosji. Położony jest na linii Smoleńsk – Tuła.